# Елизаветовка (селище в Приморски район)
Вижте пояснителната страница за други значения на Елизаветовка.
Елизаветовка (на украински: Єлизаветівка, на руски: Елизаветовка) е селище в Украйна, разположено в Приморски район, Запорожка област. През 2001 година населението му е 295 души.